# Тринадцать (альбом «Коммунизма»)
«Трина́дцать» (также известный как «13», «Коммунизм № 13») — тринадцатый студийный альбом музыкального проекта «Коммунизм». Альбом является сборником различных музыкальных коллажей, песен и неудачных дублей с предыдущих альбомов группы «Коммунизм».

## Об альбоме
Впервые сборник «Тринадцать» был выпущен в 1990 году. В его состав вошло несколько десятков треков, которые изначально не предназначались для публикации, так как по большей части представляли собой неудачные дубли или альтернативные версии уже изданных ранее песен, а также записи студийных разговоров музыкантов. Они были записаны в разное время с января 1988 по декабрь 1989 года в студии группы «Гражданская оборона», за исключением песни «Ну да да», которая была исполнена в репетиционном помещении группы «АукцЫон».
Первая версия «Тринадцать» была сведена 2 января 1990 года Егором Летовым и Константином Рябиновым (Кузей Уо) в ГрОб-студии. Магнитоальбом вышел в 1990 году в двух вариантах, отличавшихся несколькими треками. В 2000 году альбом был неофициально переиздан лейблом Moon Records.
В феврале-марте 2005 года альбом был пересведён Егором Летовым и Натальей Чумаковой в студии «Гражданской обороны». Новая версия была опубликована лишь в 2014 году на лейбле «Выргород». Состав композиций существенно отличался от более ранних изданий: часть песен была исключена, но добавились несколько новых, не опубликованных ранее.

## Список композиций
| №                   | Название                                   | Текст песни                                                | Музыка                                              | Комментарий         | Длительность |
| ------------------- | ------------------------------------------ | ---------------------------------------------------------- | --------------------------------------------------- | ------------------- | ------------ |
| 1.                  | «О жизни обитателей болот»                 | —                                                          | Альгис Апанавичюс                                   | [ ГрОб-Хроники 1 ]  | 1:00         |
| 2.                  | «Куда же ты скрылась»                      | Владимир Лифшиц                                            | Анатолий Лепин                                      | [ ГрОб-Хроники 2 ]  | 1:13         |
| 3.                  | «Друзья, за работу!»                       | А. Голубовский                                             | —                                                   | —                   | 1:12         |
| 4.                  | «Песня о китайском народном добровольце»   | Тё Рен Чур                                                 | Тё Рен Чур                                          | —                   | 2:29         |
| 5.                  | «Дембеля»                                  | народно-армейские                                          | народно-армейская                                   | —                   | 4:03         |
| 6.                  | «По теперешним-то временам»                | Константин Рябинов                                         | —                                                   | [ вики 1 ]          | 0:54         |
| 7.                  | «Ничего не вижу»                           | Лев Ошанин                                                 | Коммунизм                                           | —                   | 2:27         |
| 8.                  | «Обрыв»                                    | Такубоку Исикава (перевод Веры Марковой)                   | —                                                   | —                   | 0:28         |
| 9.                  | «Манут»                                    | Ким Рыжов                                                  | Александр Колкер                                    | —                   | 3:13         |
| 10.                 | «В детстве бояться»                        | Константин Рябинов                                         | —                                                   | —                   | 1:31         |
| 11.                 | «Как я могу считать»                       | Ян Сатуновский                                             | The Nice (музыкальная подложка «America / America») | [ вики 2 ]          | 4:07         |
| 12.                 | «Ваше благородие»                          | Булат Окуджава                                             | Исаак Шварц                                         | —                   | 2:21         |
| 13.                 | «Мотаемся в пизду»                         | Коммунизм                                                  | —                                                   | —                   | 0:21         |
| 14.                 | «Солнечная Грузия»                         | —                                                          | Sha Na Na (музыкальная подложка «Wild Weekend»)     | —                   | 2:21         |
| 15.                 | «Дерево и дитя»                            | Егор Летов                                                 | —                                                   | —                   | 0:41         |
| 16.                 | «Река»                                     | Константин Рябинов                                         | Константин Рябинов                                  | —                   | 5:31         |
| 17.                 | «Красноармеец, тракторист и кузнец»        | детские народные                                           | народная (мотив английской «Greensleeves»)          | —                   | 5:25         |
| 18.                 | «Песня о товарище Сталине»                 | Сулейман Стальский (перевод с лезгинского Эффенди Капиева) | см. сноску справа                                   | [ ГрОб-Хроники 3 ]  | 1:35         |
| 19.                 | «Родина-мать»                              | Константин Рябинов                                         | —                                                   | [ ГрОб-Хроники 4 ]  | 1:11         |
| 20.                 | «Родина слышит»                            | Евгений Долматовский                                       | —                                                   | —                   | 0:50         |
| 21.                 | «Ну да да»                                 | народные                                                   | Гражданская оборона                                 | [ ГрОб-Хроники 5 ]  | 2:55         |
| 22.                 | «Часовой»                                  | народные                                                   | —                                                   | —                   | 0:25         |
| 23.                 | «Новогодний тост»                          | народно-армейские                                          | народно-армейская                                   | —                   | 3:46         |
| 24.                 | «Народоведение»                            | Эрих Фрид (перевод с немецкого Вячеслава Куприянова)       | —                                                   | —                   | 0:52         |
| 25.                 | «Хочу в Тюмень»                            | Лев Ошанин                                                 | UB40 (музыкальная подложка «Signing Off»)           | —                   | 4:27         |
| 26.                 | «Благодать»                                | Константин Рябинов                                         | —                                                   | —                   | 0:29         |
| 27.                 | «А дальше что»                             | Вадим Гусев                                                | Егор Летов                                          | —                   | 2:11         |
| 28.                 | «Стоп для Роллинг Стоунз»                  | народные                                                   | народная                                            | [ ГрОб-Хроники 6 ]  | 0:47         |
| 29.                 | «Что-й-то Потапова душит»                  | Константин Рябинов                                         | —                                                   | [ вики 3 ]          | 0:30         |
| 30.                 | «Гавна-пирога»                             | Константин Рябинов                                         | Константин Рябинов                                  | —                   | 5:36         |
| 31.                 | «Клопыпы клопятся ро»                      | Егор Летов                                                 | —                                                   | [ вики 4 ]          | 0:21         |
| 32.                 | «Шейк»                                     | народные                                                   | Кен Хенсли                                          | [ ГрОб-Хроники 7 ]  | 1:22         |
| 33.                 | «Животворящий сладкий сок любви и радости» | Константин Рябинов                                         | —                                                   | —                   | 0:41         |
| 34.                 | «Солдатский сон»                           | народно-армейские                                          | народно-армейская                                   | —                   | 1:36         |
| 35.                 | «Не поеду во Вьетнам»                      | народные                                                   | народная                                            | —                   | 1:42         |
| 36.                 | «Хуйня твоя песня»                         | Константин Рябинов, Егор Летов, Олег Судаков               | —                                                   | —                   | 1:51         |
| 37.                 | «Небо цвета мяса»                          | Егор Летов                                                 | Коммунизм                                           | —                   | 1:53         |
| 38.                 | «С новым годом»                            | Константин Рябинов                                         | —                                                   | —                   | 0:53         |
| 39.                 | «Воздушные рабочие войны»                  | Ким Рыжов                                                  | Александр Колкер                                    | —                   | 3:18         |
| Общая длительность: | Общая длительность:                        | Общая длительность:                                        | Общая длительность:                                 | Общая длительность: | 78:44        |

- Всё записано в ГрОб-студии в Омске, кроме:
  - № 21 — на точке «АукцЫона» в Питере.

## Участники записи
Музыканты*
- Егор Летов (Егор)
- Константин Рябинов (Кузя Уо)
- Олег Судаков (Манагер)
- Яна Дягилева (Янка)
- Игорь Жевтун (Джефф Жевтуней)
- Аркаша Климкин
- Серёга Зеленский
- Валерка Рожков
- Олег Сур

Производство*
- Егор Летов — продюсер, (пере)сведение, реставрация
- Кузя Уо — сведение
- Наталья Чумакова — пересведение, реставрация, мастеринг, оформление
- Андрей Батура — оформление
- Андрей Кудрявцев — фото

* В соответствии с выходными данными 2014 года от «Выргорода».

### Общие
1. 1 2  Выргород продолжает издание полного собрания альбомов группы «Коммунизм». 31.01.2014. Дата обращения: 19 июня 2021. Архивировано 9 декабря 2021 года.
2. ↑  ГрОб-Хроники — Выргород, CD. Дата обращения: 25 декабря 2020. Архивировано 8 июля 2020 года.
3. ↑  Название из неофициальных версий кассеты от издателей J&J Records и Moon Records.
4. ↑  Напечатано в журнале «Контр Культ Ур’а» № 3 (1991) и в книге Егора Летова «Я не верю в анархию» (1997).
5. ↑  Согласно официальной альбомографии «ГрОб Records» на:
  - официальном сайте группы «Гражданская оборона» Архивная копия от 30 января 2012 на Wayback Machine
  - сайте «ГрОб-Хроники Архивная копия от 22 февраля 2021 на Wayback Machine»; журнал «Контр Культ Ур’а» № 3 Архивная копия от 8 июля 2020 на Wayback Machine
6. 1 2  Коммунизм — Тринадцать. grob-hroniki.org. Дата обращения: 25 декабря 2020. Архивировано 8 августа 2020 года.
7. ↑  Примечание к обложке на второй полосе диджипака альбома. Дата обращения: 9 февраля 2022. Архивировано 15 ноября 2019 года.
8. ↑  Еще два альбома проекта «Коммунизм» выпущены на коллекционных CD. intermedia.ru (21 октября 2014). Дата обращения: 25 декабря 2020. Архивировано 25 июля 2017 года.
9. ↑  Коммунизм — Тринадцать. grob-hroniki.org. Дата обращения: 25 декабря 2020. Архивировано 8 июля 2020 года.
10. ↑  ГрОб-Хроники | А. Голубовский — Друзья, за работу! Дата обращения: 19 июня 2021. Архивировано 28 января 2021 года.
11. 1 2  Тё Рен Чур — Песня о китайском народном добровольце. Дата обращения: 19 июня 2021. Архивировано 28 октября 2021 года.
12. ↑  ГрОб-Хроники | Такубоку Исикава — Обрыв. Дата обращения: 19 июня 2021. Архивировано 8 июля 2020 года.
13. ↑  ГрОб-Хроники | Ян Сатуновский — Раз — Два — Три (Как я могу считать). Дата обращения: 19 июня 2021. Архивировано 10 июля 2020 года.
14. ↑  ГрОб-Хроники | Коммунизм — Родина Слышит. Дата обращения: 19 июня 2021. Архивировано 2 июня 2021 года.
15. ↑  ГрОб-Хроники | Егор Летов — Однажды иду вдоль реки... Дата обращения: 19 июня 2021. Архивировано 3 июня 2021 года.
16. ↑  Из выходных данных к альбому «Хроника пикирующего бомбардировщика» поздних переизданий (начиная с 2011 года).
17. ↑  ГрОб-Хроники | Часовой (народн.). Дата обращения: 19 июня 2021. Архивировано 7 февраля 2021 года.
18. ↑  ГрОб-Хроники | Эрих Фрид — Народоведение. Дата обращения: 19 июня 2021. Архивировано 16 февраля 2020 года.
19. ↑  ГрОб-Хроники | Лев Ошанин — Хочу в Тюмень. Дата обращения: 19 июня 2021. Архивировано 28 января 2021 года.
20. 1 2  ГрОб-Хроники | Вадим Гусев — А дальше что? Дата обращения: 19 июня 2021. Архивировано 1 февраля 2021 года.
21. ↑  ГрОб-Хроники | Егор Летов — Ро. Дата обращения: 19 июня 2021. Архивировано 8 июля 2020 года.
22. ↑  ГрОб-Хроники | Константин Рябинов — Животворящий сладкий сок любви и радости. Дата обращения: 19 июня 2021. Архивировано 10 июля 2020 года.

### Рецензии
1. ↑  Ступников Денис. Коммунизм «Тринадцать». km.ru (15 апреля 2014). Дата обращения: 19 июня 2021. Архивировано 24 июня 2021 года.

### Комментарии
1. ↑  Трек из сольного творчества Кузи Уо, изначально выпущенный на альбоме «Движение вселенское сие Архивная копия от 31 августа 2021 на Wayback Machine», также присутствует в ХОРовском издании альбома «Посев».
2. ↑  Оригинальное название стихотворения «Раз-два-три», печаталось в московском издательстве «Детская литература» (1967).
3. ↑  Чтение отрывка произведения Константина Рябинова «Бодюлъ Архивная копия от 26 февраля 2021 на Wayback Machine».
4. ↑  Чтение стиха Егора Летова, сочинённого 1 ноября 1985 года.

ГрОб-Хроники
1. ↑  Музыка написана Альгисом Апанавичюсом для многосерийного игрового фильма «Приключения медвежонка Ниды», снятом на Литовской киностудии в конце 1970-х годов. (источник)
2. ↑  Изначально — песня на музыку Анатолия Лепина, звучащая в фильме Эльдара Рязанова «Девушка без адреса» (1957). В альбоме «На советской скорости» используется не классический вариант текста, а одна из его версий. (источник)
3. ↑  Текст: Сулейман Стальский, 1935; перевод с лезгинского — Эффенди Капиев.Музыкальное сопровождение: попурри из двух песен «Чтобы весь мир пел» + «Как угодно» (оригинальные названия «I’d Like To Teach The World To Sing» (Backer Архивная копия от 18 февраля 2021 на Wayback Machine/Davis/Cook/Greenaway) + «Beg, Steal Or Borrow» (Cole Архивная копия от 18 февраля 2021 на Wayback Machine/Wolfe Архивная копия от 16 августа 2021 на Wayback Machine/Hall Архивная копия от 18 февраля 2021 на Wayback Machine) в исполнении Оркестра Джеймса Ласта с пластинки «Мелодии и ритмы (III) Архивная копия от 4 августа 2021 на Wayback Machine» [1975, Мелодия, C60 05623-24]. (источник)
4. ↑  Внеальбомный стих Кузи Уо, ранее небольшой его фрагмент входил в магнитофонный сборник «The Best Of Communism: Благодать Архивная копия от 8 июля 2020 на Wayback Machine» (1990). (источник)
5. ↑  «Ну да да» — первая часть трека (вариант в исполнении народного ансамбля) входит также в альбом «Народоведение», вторая часть (вариант в исполнении группы) ранее входила в ранние варианты альбома «Тринадцать» (магнитоальбомы и издание «Moon Records») с более полной концовкой (+20 секунд). (источник)
6. ↑  «Стоп для Роллинг Стоунз» — акустическая концовка трека из альбома «Лет ит би» с многочисленными фальш-стартами, в данном виде ранее не публиковалась. (источник)
7. ↑  Куплеты исполняются на мелодию песни «Lady In Black» (автор — Кен Хенсли, 1977 г.) группы Uriah Heep. (источник)